# Piper seminitidulum
Piper seminitidulum är en pepparväxtart som beskrevs av William Trelease. Piper seminitidulum ingår i släktet Piper och familjen pepparväxter. Inga underarter finns listade i Catalogue of Life.